# Härjån

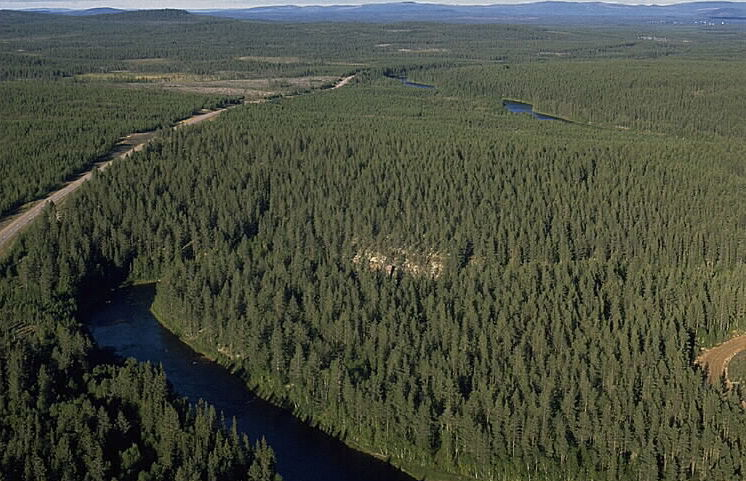
Flygfoto över Härjån som rinner förbi Hamre skans. Bilden är från 1996.

Härjån är en skogsälv i Härjedalen, högerbiflöde till Ljusnan.  Längd ca 90 km, flodområde drygt 2000 km².
Härjån bildas där Stor-Härjån och Lill-Härjån flyter samman, vid Lövnäsvallen, och rinner sedan österut förbi Lillhärdal och Orrmosjön innan den vänder norrut. Härjån passerar därefter Härjåsjön innan den mynnar i Svegssjön. Namnet på landskapet Härjedalen anses betyda Härjå-dalen.